# Medal of Honor: Allied Assault – Spearhead
Medal of Honor: Allied Assault – Spearhead – gra komputerowa z gatunku first-person shooter w realiach II wojny światowej, wyprodukowana przez 2015 i wydana w 2002 przez Electronic Arts. Jest to dodatek do gry Medal of Honor: Allied Assault.

## Rozgrywka
Podobnie jak w innych częściach serii Medal of Honor, gracz wciela się w żołnierza armii amerykańskiej z czasów II wojny światowej, który wykonuje zadanie bojowe zarówno na linii frontu, jak i głęboko za liniami wroga. Cele misji pojawiają się zarówno na początku etapu, jak i w czasie jego trwania, adekwatnie do zmieniającej się sytuacji na polu walki. Rozgrywka jest niemal całkowicie liniowa i gracz ma niewielki wpływ na wydarzenia w świecie gry. Misje obejmują takie zadania, jak zajęcie wrogich pozycji lub obrona własnych, zniszczenie sprzętu wojskowego nieprzyjaciela, działania eskortowe, czy kradzież tajnych dokumentów. Drogą do wypełnienia celów jest eliminacja wrogich żołnierzy w obszarze misji. W większości etapów towarzyszą graczowi postacie innych żołnierzy amerykańskich lub sojuszniczych, którzy przekazują mu nowe rozkazy i wspierają w walce.

## Fabuła
Bohaterem Spearhead jest sierżant Jack Barnes (dubbingowany przez Gary’ego Oldmana), który bierze udział w trzech kampaniach rozgrywających się podczas II wojny światowej: operacji „Overlord”, obronie przeciwko niemieckiej ofensywie w Ardenach oraz infiltracji Berlina podczas radzieckiego szturmu na miasto. Tak jak w pierwowzorze twórcy inspirowali się filmem Szeregowiec Ryan, tak Spearhead czerpie w dużej mierze z motywów zawartych w serialu Kompania braci.
W pierwszej kampanii Barnes zostaje zrzucony ze spadochronem nad Normandią w nocy z 5 na 6 czerwca 1944 roku, jako żołnierz amerykańskiej 101 Dywizji Powietrznodesantowej. Jego samolot zostaje jednak trafiony, a wszyscy koledzy z oddziału Barnesa giną, wskutek czego główny bohater po wylądowaniu na ziemi podejmuje samotną walkę, po której odnajduje sojuszników z brytyjskiej 6 Dywizji Powietrznodesantowej i postanawia się do nich przyłączyć. W kolejnych misjach Barnes, uzbrojony przez nowych towarzyszy broni w brytyjską broń strzelecką i granaty, atakuje razem z nimi zajmowane przez Niemców gospodarstwa i miasteczko, zabija niemieckiego pułkownika, po czym dociera do głównego celu brytyjskich spadochroniarzy, dużego mostu kolejowego używanego przez Wehrmacht, i wysadza go w powietrze.
Druga kampania koncentruje się już wyłącznie na wojskach amerykańskich. Macierzysta jednostka Barnesa, 101 Dywizja Powietrznodesantowa, broni się w oblężonym Bastogne w czasie niemieckiej ofensywy w Ardenach w grudniu 1944 roku. Barnes uczestniczy w wypadzie na pozycje nieprzyjaciela, niszcząc wyrzutnie rakiet Nebelwerfer i czołgi Panzer IV, następnie atakuje niemiecką strażnicę i kradnie z niej transporter opancerzony Sd.Kfz.251 z zamontowanym działkiem półautomatycznym. W tym pojeździe Barnes eskortuje rannych amerykańskich żołnierzy na ich macierzyste pozycje. W kolejnej misji protagonista broni się wraz z innymi żołnierzami 101. w czasie nocnego ataku Niemców na amerykańskie pozycje pod Bastogne, przeplatanego zmasowanym ostrzałem artyleryjskim. W ostatniej misji kampanii ardeńskiej Barnes uczestniczy w szturmie na belgijskie miasteczko, zajmując kluczowe obiekty i odpierając kontratak niemieckich sił pancernych oraz lotnictwa.
W trzeciej, ostatniej kampanii tego dodatku Barnes zostaje oddelegowany do Berlina atakowanego przez wojska radzieckie z zadaniem wykradzenia ważnych niemieckich dokumentów, które bohater odnajduje w sejfie w jednym ze zrujnowanych budynków daleko za liniami wroga. Następnie odbija zdobyty przez Niemców radziecki czołg T-34 i wraca nim na pozycje sojuszników, by w ostatnim akcie bronić się wraz z żołnierzami radzieckimi przed desperackim niemieckim kontratakiem. Gra kończy się widokiem bombardowania Berlina przez radzieckie lotnictwo.

## Broń
Oprócz standardowego zestawu broni znanego z podstawowej wersji gry, gracz otrzymuje także nowe rodzaje uzbrojenia. Przede wszystkim, z racji tego, że jest to pierwsza część serii, w której występują wojska brytyjskie i radzieckie, pojawiła się tutaj również po raz pierwszy broń z tych krajów. Są to np. karabin Lee-Enfield No. 4 Mk 2, rewolwer Enfield No.2, pistolet maszynowy Sten, czy bomba Millsa konstrukcji brytyjskiej, a także karabin Mosin, pistolet maszynowy PPSz, karabin SWT, czy granat F-1 produkcji radzieckiej.

## Odbiór
Spearhead powstał w studiu Electronic Arts Los Angeles jako wynik dążeń wydawcy, z którym współpracę zerwali pracownicy studia 2015, Inc. Został dość sceptycznie przyjęty przez krytyków, którzy choć byli pod wrażeniem intensywności i sprawności mechaniki gry, zarzucili jej zbyt krótki czas trwania. Electronic Arts Los Angeles nie pracowało nad drugim i ostatnim dodatkiem do Allied Assault pod tytułem Medal of Honor: Allied Assault – Breakthrough, który został przydzielony zewnętrznemu studiu TKO Software.